# Урал (футбольный клуб)
«Ура́л» — российский футбольный клуб из Екатеринбурга. Выступал в Российской премьер-лиге. Основан в 1930 году. Один из старейших футбольных клубов России, ведущий свою историю с момента основания команды «Уралмашстрой» при Уральском заводе тяжёлого машиностроения, затем неоднократно менявший своё название.
В Высшей лиге СССР выступал в 1969 году, в Высшей лиге России (ныне — Российская премьер-лига) с 1992 по 1996 годы и с 2013 по 2024. Участник финалов розыгрыша Кубка России 2016/17 и 2018/19, а также полуфинала Кубка Интертото 1996 года. Трёхкратный обладатель Кубка ФНЛ: 2012, 2013, 2018.
Главной домашней ареной клуба является «Екатеринбург Арена», реконструированная в рамках подготовки к чемпионату мира 2018 года. Во время реконструкции стадиона команда проводила матчи на стадионе «СКБ-Банк Арена» (бывшем стадионе «Уралмаш», реконструированном в 2014—2015 годах).
У клуба есть несколько прозвищ: «оранжево-чёрные» и «шмели». С 2005 года шмель также является официальным талисманом команды, который начиная с сезона-2020/21 приветствует перед матчами болельщиков на стадионе кругом почёта на мотоцикле «Урал» производства Ирбитского мотоциклетного завода.

## Хронология названия клуба
- Команда Уралмашстроя (1930—1932)
- Команда Уралмашзавода (1933—1937)
- «Авангард» (1937—1957)
- «Машиностроитель» (1958—1959)
- «Уралмаш» (1960—2002)
- «Урал» (с 2003 года)

## История

### История до дебюта в первенствах страны

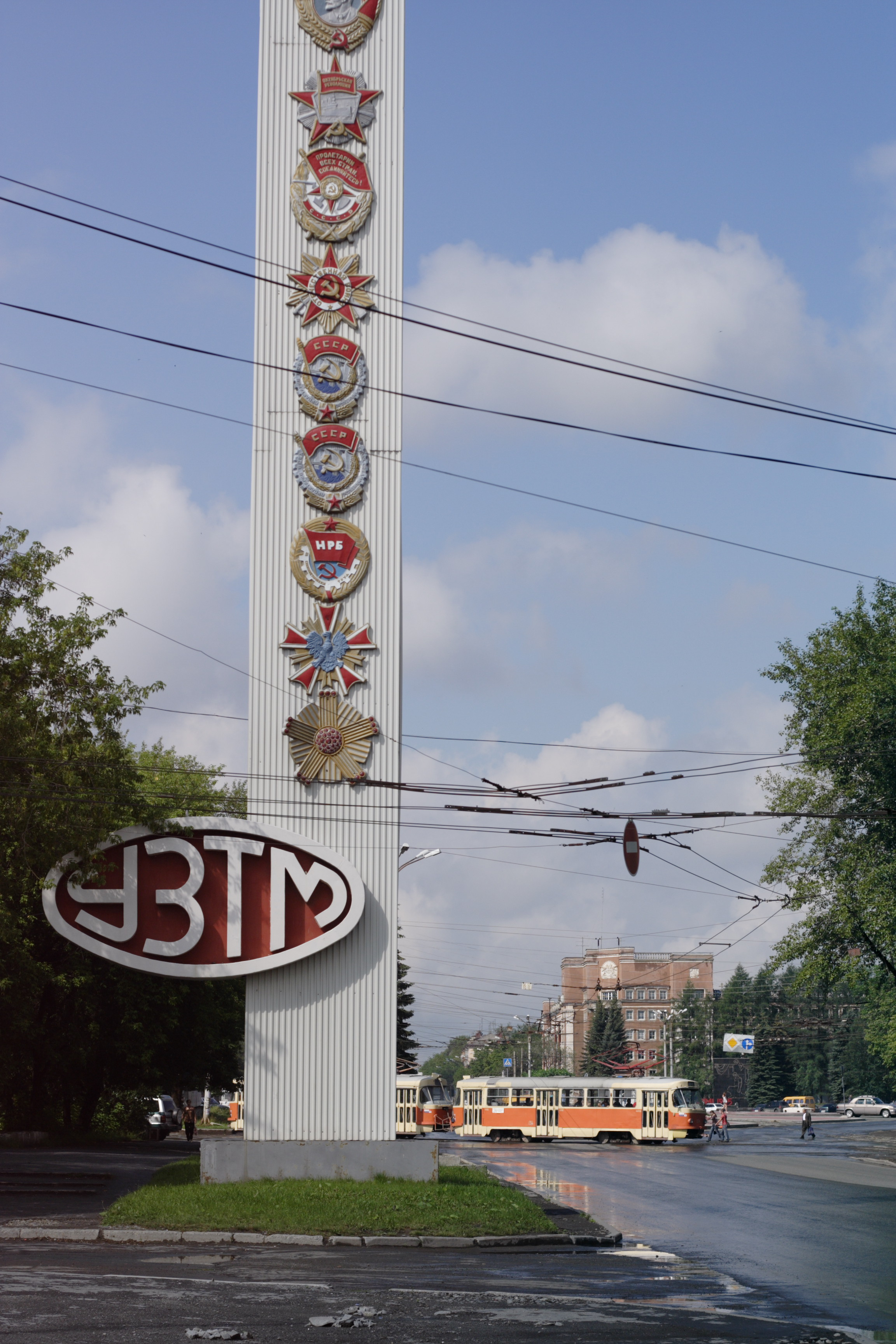
Стела завода УЗТМ

Истоки создания клуба лежат в 1928 году, когда при ещё строящемся Уральском заводе тяжёлого машиностроения была обустроена футбольная площадка по инициативе выпускника Государственного института физического образования Николая Глазырина. Глазырин во время службы в армии играл в футбол за сборную ВВС Ленинградского военного округа, а после демобилизации вернулся в Свердловск.
Под его руководством в 1930 году было создано четыре футбольные команды из числа строителей завода. Команда, победившая в этом состязании четырёх коллективов, получила название «Уралмашстрой» и была включена в футбольное первенство Свердловска. Данный факт и считается датой основания будущего футбольного клуба.
В 1933 году, с момента запуска эксплуатации завода, команда «Уралмашстрой» официально становится футбольной командой «Уралмашзавода». Первое серьёзное достижение было достигнуто в 1935—1936 годах, когда команда выиграла своё первое чемпионское звание — чемпион города Свердловска.

### Участие в первенствах СССР
Дебют команды в турнирах СССР состоялся на Кубке СССР по футболу 1938 года. Тогда клуб вылетел на стадии 1/128 финала, проиграв по сумме двух матче красноуральской команде «Цветмет». Дебют в чемпионате СССР по футболу датируется 1947 годом. В первом сезоне свердловская команда выступила неудачно, выиграв лишь в трёх встречах из 18. В дальнейшем команда, выступавшая под названиями «Авангард» (1947—1957), «Машиностроитель» (1958—1959 и «Уралмаш» (1960—2002), продолжала участвовать во второй группе чемпионатов СССР, пропустив по причине сокращения числа команд в розыгрыше сезоны 1950, 1951 и 1952 годов.

Виктор Марьенко, главный тренер ФК «Уралмаш» в 1967—1968 годах, при котором команда вышла в Высшую лигу СССР

В сезоне 1953 года произошло возвращение клуба в первенства страны. В 1959 году СК «Машиностроитель» занимает второе место в 6 зоне класса «Б». Через два года получивший окончательное название футбольный клуб «Уралмаш» повторил данный успех, а в сезоне 1962 года команда заняла первое место в своей зоне. В финале «Уралмаш» занял третье место, что не позволяло клубу пойти на повышение в классе. Однако в 1963 году Федерация футбола СССР приняла решение увеличить число команд класса «А» до 38, разделив класс на две группы. Данное решение способствовало выходу клуба во вторую группу класса «А».
Во второй группе класса «А» команда провела шесть сезонов, завершив сезон 1968 года на первом месте. В финале за 1—4 места по итогам года клуб вышел в высшую лигу страны — в первую группу «А».
Чемпионат СССР по футболу 1969 года — первый и единственный сезон «Уралмаша» в Высшей лиге СССР. Команда победила во встречах с такими соперниками, как «Заря» (Ворошиловград), «Нефтчи» (Баку), «Крылья Советов» (Куйбышев), «Арарат» (Ереван), «Локомотив» (Москва) и «Пахтакор» (Ташкент), а также сыграв вничью с киевским «Динамо», ростовским СКА и столичным ЦСКА. Однако, по итогам года, клуб занял последнюю строчку таблицы, набрав 22 очка в 34 играх.
В дальнейшем клуб выступал то во втором, то в третьем по силе советских чемпионатах. В 1976 году был зафиксирован один из рекордов результативности в истории «Уралмаша». В рамках Второй лиги СССР читинский «Локомотив» приехал в Свердловск, имея в своём составе только 10 футболистов. Матч закончился победой свердловчан со счётом 9:0.
В 1977 году, выступая в Первой лиге, заводчане добились победы над московским «Спартаком», выбывшим из элитного дивизиона. При 15 тысячах зрителей на стадионе «Уралмаш» первыми открыли счёт москвичи на 72-й минуте (гол забил Ярцев), но свердловчане ответили на гол точными ударами Калашникова на 74-й минуте и Шишкина на 80-й.

…Такие встречи вызывают обычно у любителей футбола особое внимание: во-первых, потому, что посмотреть выступление чуть ли не самой прославленной команды страны, имеющей богатейшие традиции, всегда интересно, а, во-вторых, каждый из поклонников «Уралмаша» знает, что против сильного соперника уралмашевцы, как правило, выступают собранно, четко, по-боевому. Поэтому стадион «Уралмаш» был в этот день переполнен…
…Матч получился интересным, мастерству спартаковцев уралмашевцы противопоставили неуемное желание победить, они сумели сыграть самоотверженно и дружно, и вырвать победу у сильного соперника.— Н. Борисов, «Советский спорт»
В Первой лиге СССР команда выступала до 1980 года, когда, заняв 24-е место, «Уралмаш» выбыл в третий по силе дивизион. Там клуб пробыл до 1991 года, вновь завоевав право на участие в Первой лиге. Вернувшись в Первую лигу, свердловчане сразу поднялись на третью строчку турнирной таблицы по итогам сезона.

### Участие в первенствах России
После распада СССР клубу представилась возможность выступать в Высшей лиге Чемпионата России. В ней «Уралмаш» провёл пять сезонов (1992—1996), лучшим достижением было восьмое место в 1993 и 1995. В 1996 году клуб дошёл до полуфинала Кубка Интертото, а в чемпионате выступил неудачно и вылетел в первую лигу. На этом неудачи клуба не закончились, и, отыграв сезон, клуб ушёл ещё ниже — во вторую, где пробыл до 2002 года.
По итогам сезона 2002 года клуб вышел в первый дивизион (в связи с ликвидацией в конце года одноимённого общественно-политического союза, являвшегося генеральным спонсором команды, клуб был преобразован в ФК «Урал» Свердловская область), но по результатам сезона 2003 года удержаться в нём не смог и снова оказался во втором дивизионе. Но через год, в 2004-м, «Урал» вернулся в первый дивизион, в 2006-м завоевал бронзовые медали первенства России в первом дивизионе.

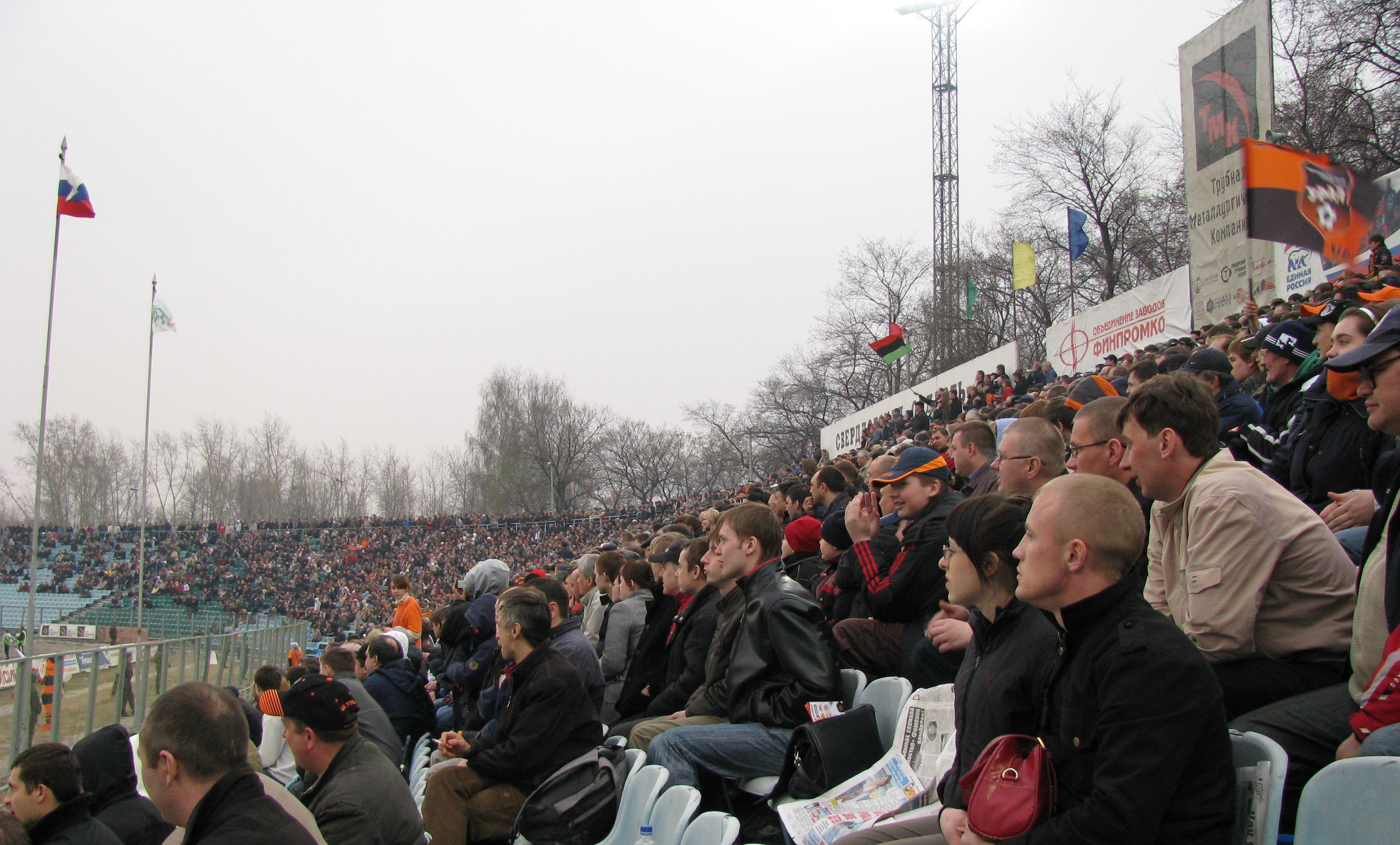
Стадион «Уралмаш» во время игры «Урала» с ФК «Ростов» в 2008 году

В 2007 году клуб вышел в полуфинал розыгрыша Кубка России 2007/2008, одержав победы над тремя представителями премьер-лиги: «Локомотивом» (1:0), «Кубанью» (3:2), «Сатурном» (2:1). В полуфинале кубка России Урал проиграл пермскому «Амкару» (1:0).
11 февраля 2010 года впервые в составе клуба появился легионер с другого континента — чилийский полузащитник Херсон Асеведо. После него с командой заключил контракт Чисамба Лунгу — первый легионер с африканского континента. 13 декабря этого же года впервые в истории клуба главным тренером стал не гражданин России — казахстанский специалист Дмитрий Огай. Однако после 11-го тура первенства Огай подал заявление об уходе с поста. Исполняющим обязанности главного тренера был назначен Юрий Матвеев, работавший до этого в тренерском штабе. Под руководством нового наставника «Урал» завоевал путёвку в 1/16 финала Кубка России, однако уступил в серии пенальти будущему победителю кубка — казанскому «Рубину».
Второй круг чемпионата страны ознаменовался важнейшим событием: после реконструкции состоялось открытие Центрального стадиона. За первым домашним матчем «Урала» наблюдали 25 500 зрителей. В их присутствии свердловчане разгромили подмосковные «Химки» со счётом 5:2.
Концовку первенства команда Матвеева провела неудачно. В 6 заключительных матчах года «Урал» 5 раз сыграл вничью и один раз проиграл. По итогам второго круга занял восьмое место. В декабре 2011 года стало известно, что команду возглавит Александр Побегалов, ранее уже работавший с ней. В межсезонье «Урал» завоевал Кубок ФНЛ. 5 апреля 2012 года Побегалов был уволен с поста главного тренера после поражения от «Нижнего Новгорода». «Урал» принял Сергей Булатов, работавший селекционером в команде. По итогам сезона 2011/12 клуб занял 6 место в чемпионате ФНЛ. В сезоне 2012/13 «Урал» за 4 матча до конца чемпионата обеспечил себе выход в Премьер-лигу и за тур до окончания стал чемпионом ФНЛ. В сезоне 2016/2017 впервые в своей истории вышел в финал Кубка страны.

## Статистика выступлений в еврокубках
За свою историю клуб выступал в еврокубках лишь однажды — в Кубке Интертото 1996 года, в котором дошёл до стадии полуфинала, проиграв по правилу гола, забитого на чужом поле, клубу «Силькеборг» из Дании.
| Сезон | Соревнование    | Стадия         | Клуб         | Домашний матч | Матч в гостях | Общий счёт |
| ----- | --------------- | -------------- | ------------ | ------------- | ------------- | ---------- |
| 1996  | Кубок Интертото | Групповой этап | Хибернианс   | —             | 2:1           | 2:1        |
| 1996  | Кубок Интертото | Групповой этап | ЦСКА (София) | 2:1           | —             | 2:1        |
| 1996  | Кубок Интертото | Групповой этап | Страсбур     | —             | 1:1           | 1:1        |
| 1996  | Кубок Интертото | Групповой этап | Коджаелиспор | 2:0           | —             | 2:0        |
| 1996  | Кубок Интертото | Полуфинал      | Силькеборг   | 1:2           | 1:0           | 2:2 (гв)   |

## Клубные рекорды

### Самые крупные победы
- 11:0 — над «Шахтёром» (Кемерово) в 1949 году
- 9:0 — над «Локомотивом» (Чита) в 1976 году
- 8:0 — над «Океаном» (Находка) в 1992 году
- 8:1 — над «Мордовией» (Саранск) в 2007 году
- 7:0 — над «Трубником» (Каменск-Уральский) в 1998 году (2 раза)
- 6:0 — над «Кубанью» (Краснодар) в 1992 году
- 6:0 — над «Черноморцем» (Новороссийск) в 1995 году
- 6:0 — над «Металлургом-Кузбассом» (Новокузнецк) в 2012 году

### Самые крупные поражения
- 0:7 — от «Спартака» (Нальчик) в 1997 году
- 2:8 — от «Спартака» (Москва) в 1993 году
- 1:7 — от «Нефтяника» (Баку) в 1954 году
- 1:7 — от «Зенита» (Санкт-Петербург) в 2020 году
- 0:6 — от ДО (Свердловск) в 1948 году
- 0:6 — от «Нистру» (Кишинёв) в 1972 году
- 0:6 — от «Памира» (Душанбе) в 1972 году
- 0:6 — от «Краснодара» в 2016 году

### Персональные рекорды
- Больше всего матчей за клуб провёл Виктор Теркунов — 391 матч;
- Лучшим бомбардиром клуба в советский период истории является Николай Сергеев — 96 мячей;
- Лучшим бомбардиром клуба в российский период истории является Константин Марков — 74 мяча;
- Лучшим бомбардиром клуба за один сезон в советский период истории является Геннадий Епишин — 28 мячей в сезоне 1967 года;
- Лучшим бомбардиром клуба за один сезон в российский период истории является Игорь Палачёв — 36 мячей в сезоне 2000 года;
- Лучшим бомбардиром клуба в Чемпионатах России (Высшая Лига, РФПЛ, РПЛ) является Эрик Бикфалви — 48 мячей.

## Рекордсмены клуба
| #  | Футболист         | Годы выступления                 | Игр |
| -- | ----------------- | -------------------------------- | --- |
| 1  | Виктор Теркунов   | 1961—1972                        | 391 |
| 2  | Геннадий Санников | 1966—1975                        | 354 |
| 3  | Сергей Гаврилов   | 1956—1967                        | 351 |
| 4  | Николай Сергеев   | 1980—1981, 1982—1991             | 340 |
| 5  | Вячеслав Вильдяев | 1970—1972, 1976—1982             | 334 |
| 6  | Виктор Ерохин     | 1960—1963,1966—1972              | 328 |
| 7  | Евгений Сесюнин   | 1962—1963,1968—1971              | 313 |
| 8  | Владимир Федотов  | 1983, 1986, 1989—1996, 2002—2003 | 311 |
| 9  | Валерий Войтенко  | 1968—1969, 1972—1979             | 299 |
| 10 | Николай Стаин     | 1981—1992                        | 297 |

| #  | Футболист         | Годы выступления                      | Голов |
| -- | ----------------- | ------------------------------------- | ----- |
| 1  | Николай Сергеев   | 1980—1981, 1982—1991                  | 96    |
| 2  | Дарвис Хамадиев   | 1970—1978                             | 85    |
| 3  | Сергей Гаврилов   | 1956—1967                             | 78    |
| 4  | Юрий Матвеев      | 1988—1989, 1990, 1992—1993, 1994—1995 | 76    |
| 5  | Константин Марков | 2000—2006                             | 74    |
| 6  | Вячеслав Вильдяев | 1970—1972, 1976—1982                  | 71    |
| 7  | Игорь Палачёв     | 2000, 2001                            | 57    |
| 8  | Геннадий Епишин   | 1967—1970                             | 55    |
| 9  | Вадим Берёзкин    | 1980, 1984—1987                       | 55    |
| 10 | Вячеслав Онучин   | 1980—1989                             | 53    |

| #     | Футболист          | Годы выступления | Голов |
| ----- | ------------------ | ---------------- | ----- |
| 1     | Эрик Бикфалви      | 2017—2025        | 48    |
| 2     | Юрий Матвеев       | 1992—1995        | 42    |
| 3     | Игорь Ханкеев      | 1992—1996        | 32    |
| 4     | Альберт Андреев    | 1992—1994        | 23    |
| 5     | Спартак Гогниев    | 2013—2016        | 19    |
| 6     | Сергей Передня     | 1993—1996        | 16    |
| 7—8   | Олег Кокарев       | 1994—1996        | 14    |
| 7—8   | Герсон Асеведо     | 2013—2016        | 14    |
| 9     | Эдгар Манучарян    | 2013—2017        | 13    |
| 10—11 | Мирослав Ромащенко | 1994—1996        | 12    |
| 10—11 | Александр Ерохин   | 2013—2016        | 12    |

## Достижения

### Национальные
- Кубок России
  - Финалист (2): 2016/17, 2018/19

- Первая лига СССР / ФНЛ
  - Чемпион (2): 1968, 2012/13
  - Бронзовый призёр (2): 1991, 2006

- Кубок ФНЛ
  - Обладатель (3): 2012, 2013, 2018

### Еврокубки
- Кубок Интертото
  - Полуфиналист: 1996

## Клубные цвета
Согласно официальному сайту клуба.
| Оранжевый | Чёрный |

### Форма

#### Домашняя
| 1998/2002 | 2003/04 | 2004/05 | 2006/08 | 2009/10 | 2011/12 | 2012/13 | 2013/14 | 2014/15 | 2015/16 | 2016/17 |
| 2018/19   | 2019/20 | 2020/21 | 2021/22 | 2022/23 | 2023/24 |         |         |         |         |         |

#### Гостевая
| 1998/2002 | 2003/04 | 2004/05 | 2006/08 | 2009/10 | 2011/12 | 2012/13 | 2013/14 | 2014/15 | 2015/16 | 2016/17 |
| 2018/19   | 2019/20 | 2020/21 | 2021/22 | 2022/23 | 2023/24 |         |         |         |         |         |

#### Резервная
| 2011/12 | 2012/13 | 2016/17 | 2020/21 | 2021/22 | 2023/24 |

Источники:,

## Руководство

### Администрация клуба

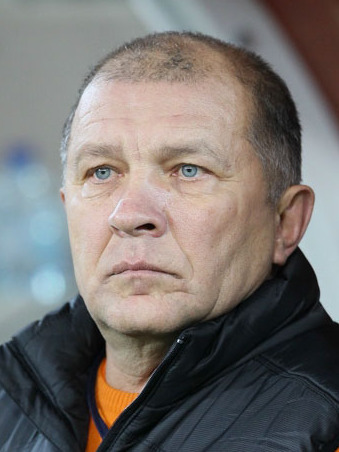
Президент клуба
Григорий Иванов

| Должность                              | Имя             |
| -------------------------------------- | --------------- |
| Президент                              | Григорий Иванов |
| Советник президента                    | Роман Орещук    |
| Заместитель президента по безопасности | Валерий Удилов  |
| Руководитель финансового департамента  | Мария Денисова  |

### Совет директоров клуба
Совет директоров клуба, утверждённый Правительством Свердловской области в августе 2024 году:

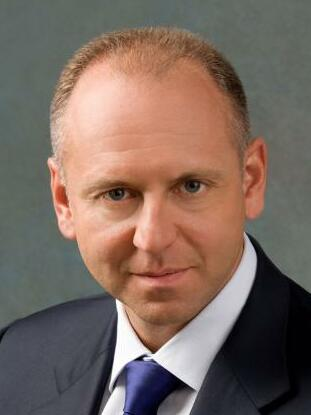
Председатель Совета директоров
Дмитрий Пумпянский

| Должность                                                                              | Имя                |
| -------------------------------------------------------------------------------------- | ------------------ |
| Президент АО «Группа Синара»                                                           | Дмитрий Пумпянский |
| Министр физической культуры и спорта Свердловской области                              | Леонид Рапопорт    |
| Заместитель Министра по управлению государственным имуществом Свердловской области     | Сергей Сосновских  |
| Вице-президент ПАО «ТМК»                                                               | Михаил Попов       |
| Заместитель генерального директора по экономике и финансам ПАО «ТМК»                   | Тигран Петросян    |
| Первый вице-президент Свердловского областного Союза промышленников и предпринимателей | Михаил Черепанов   |
| Президент ФК «Урал»                                                                    | Григорий Иванов    |

## Тренерский штаб

### Главная команда
| Должность                       | Имя                |
| ------------------------------- | ------------------ |
| Главный тренер                  | Мирослав Ромащенко |
| Тренер                          | Андрей Сосницкий   |
| Тренер                          | Александр Шалагин  |
| Тренер-аналитик                 | Михаил Гончаров    |
| Тренер по физической подготовке | Константин Агапов  |
| Тренер по физической подготовке | Павел Суетин       |
| Тренер вратарей                 | Андрей Шпилёв      |

### «Урал-М»
| Должность                       | Имя                  |
| ------------------------------- | -------------------- |
| Главный тренер                  | Ансар Аюпов          |
| Тренер                          | Василий Бровин       |
| Тренер по физической подготовке | Анастасия Бердникова |
| Тренер вратарей                 | Никита Талалихин     |

## Текущий состав

### Основной состав
| 1  | Флаг России   | Вр  | Михаил Опарин                          | 1993 |  |  |  |  |  |
| 57 | Флаг России   | Вр  | Александр Селихов                      | 1994 |  |  |  |  |  |
| 71 | Флаг России   | Вр  | Алексей Мамин                          | 1999 |  |  |  |  |  |
| 86 | Флаг России   | Вр  | Иван Кузнецов                          | 2005 |  |  |  |  |  |
|    |               |     |                                        |      |  |  |  |  |  |
| 2  | Флаг Хорватии | Защ | Сильвие Бегич (вице-капитан)           | 1993 |  |  |  |  |  |
| 4  | Флаг России   | Защ | Матвей Бардачёв (в аренде из «Зенита») | 2006 |  |  |  |  |  |
| 16 | Флаг Бразилии | Защ | Итало                                  | 2002 |  |  |  |  |  |
| 24 | Флаг Беларуси | Защ | Егор Филипенко (капитан)               | 1988 |  |  |  |  |  |
| 34 | Флаг России   | Защ | Тимофей Маргасов                       | 1992 |  |  |  |  |  |
| 35 | Флаг Беларуси | Защ | Дмитрий Прищепа                        | 2001 |  |  |  |  |  |
| 44 | Флаг Беларуси | Защ | Владислав Малькевич                    | 1999 |  |  |  |  |  |
| 46 | Флаг России   | Защ | Артём Мамин                            | 1997 |  |  |  |  |  |
|    |               |     |                                        |      |  |  |  |  |  |
| 5  | Флаг России   | ПЗ  | Тимур Аюпов                            | 1993 |  |  |  |  |  |
| 6  | Флаг России   | ПЗ  | Фаниль Сунгатулин                      | 2001 |  |  |  |  |  |

| 13 | Флаг России   | ПЗ  | Роман Акбашев    | 1991 |  |  |  |  |  |
| 14 | Флаг России   | ПЗ  | Юрий Железнов    | 2002 |  |  |  |  |  |
| 15 | Флаг Беларуси | ПЗ  | Валерий Бочеров  | 2000 |  |  |  |  |  |
| 18 | Флаг России   | ПЗ  | Никита Морозов   | 2006 |  |  |  |  |  |
| 22 | Флаг Бразилии | ПЗ  | Лео Кордейро     | 1995 |  |  |  |  |  |
| 37 | Флаг России   | ПЗ  | Виталий Бондарев | 2007 |  |  |  |  |  |
| 42 | Флаг России   | ПЗ  | Егор Мосин       | 2003 |  |  |  |  |  |
| 59 | Флаг России   | ПЗ  | Евгений Харин    | 1995 |  |  |  |  |  |
| 97 | Флаг России   | ПЗ  | Илья Ишков       | 2005 |  |  |  |  |  |
|    |               |     |                  |      |  |  |  |  |  |
| 7  | Флаг России   | Нап | Алексей Каштанов | 1996 |  |  |  |  |  |
| 10 | Флаг Хорватии | Нап | Мартин Секулич   | 1999 |  |  |  |  |  |
| 20 | Флаг России   | Нап | Евгений Марков   | 1994 |  |  |  |  |  |
| 50 | Флаг России   | Нап | Максим Воронов   | 2007 |  |  |  |  |  |

- № 23 закреплён за Петром Хрустовским.

### Молодёжный состав
| 56 | Флаг России | Вр  | Макар Барнатович   | 2007 |  |  |  |  |  |
| 67 | Флаг России | Вр  | Юрий Малеев        | 2008 |  |  |  |  |  |
| 77 | Флаг России | Вр  | Максим Александров | 2008 |  |  |  |  |  |
| 79 | Флаг России | Вр  | Раид Бикмухаметов  | 2007 |  |  |  |  |  |
| 80 | Флаг России | Вр  | Артём Соколов      | 2007 |  |  |  |  |  |
|    |             |     |                    |      |  |  |  |  |  |
| 28 | Флаг России | Защ | Никита Казанцев    | 2007 |  |  |  |  |  |
| 32 | Флаг России | Защ | Савелий Ендальцев  | 2007 |  |  |  |  |  |
| 53 | Флаг России | Защ | Даниил Зарубин     | 2006 |  |  |  |  |  |
| 65 | Флаг России | Защ | Грант Саркисян     | 2007 |  |  |  |  |  |
| 69 | Флаг России | Защ | Артём Фотин        | 2007 |  |  |  |  |  |
| 81 | Флаг России | Защ | Иван Дикарёв       | 2007 |  |  |  |  |  |
| 83 | Флаг России | Защ | Радмир Хайнецкий   | 2006 |  |  |  |  |  |
| 92 | Флаг России | Защ | Иван Рыжков        | 2006 |  |  |  |  |  |
| 97 | Флаг России | Защ | Денис Гажалов      | 2007 |  |  |  |  |  |
|    |             |     |                    |      |  |  |  |  |  |

| 49 | Флаг России | ПЗ  | Иван Ковриченков    | 2007 |  |  |  |  |  |
| 58 | Флаг России | ПЗ  | Даниил Фотиев       | 2007 |  |  |  |  |  |
| 59 | Флаг России | ПЗ  | Арсений Холодов     | 2008 |  |  |  |  |  |
| 68 | Флаг России | ПЗ  | Владислав Байбенков | 2007 |  |  |  |  |  |
| 78 | Флаг России | ПЗ  | Валерий Кузнецов    | 2007 |  |  |  |  |  |
| 87 | Флаг России | ПЗ  | Артём Ахмедьянов    | 2007 |  |  |  |  |  |
| 90 | Флаг России | ПЗ  | Тигран Арабачян     | 2007 |  |  |  |  |  |
| 91 | Флаг России | ПЗ  | Артём Баранов       | 2007 |  |  |  |  |  |
| 93 | Флаг России | ПЗ  | Дмитрий Бах         | 2007 |  |  |  |  |  |
| 96 | Флаг России | ПЗ  | Егор Брозовский     | 2007 |  |  |  |  |  |
|    |             |     |                     |      |  |  |  |  |  |
| 39 | Флаг России | Нап | Артём Галкин        | 2007 |  |  |  |  |  |
| 45 | Флаг России | Нап | Линар Ханов         | 2006 |  |  |  |  |  |
| 48 | Флаг России | Нап | Иван Метин          | 2008 |  |  |  |  |  |
| 94 | Флаг России | Нап | Алексей Бухлов      | 2007 |  |  |  |  |  |

## Стадионы

### «Екатеринбург Арена»

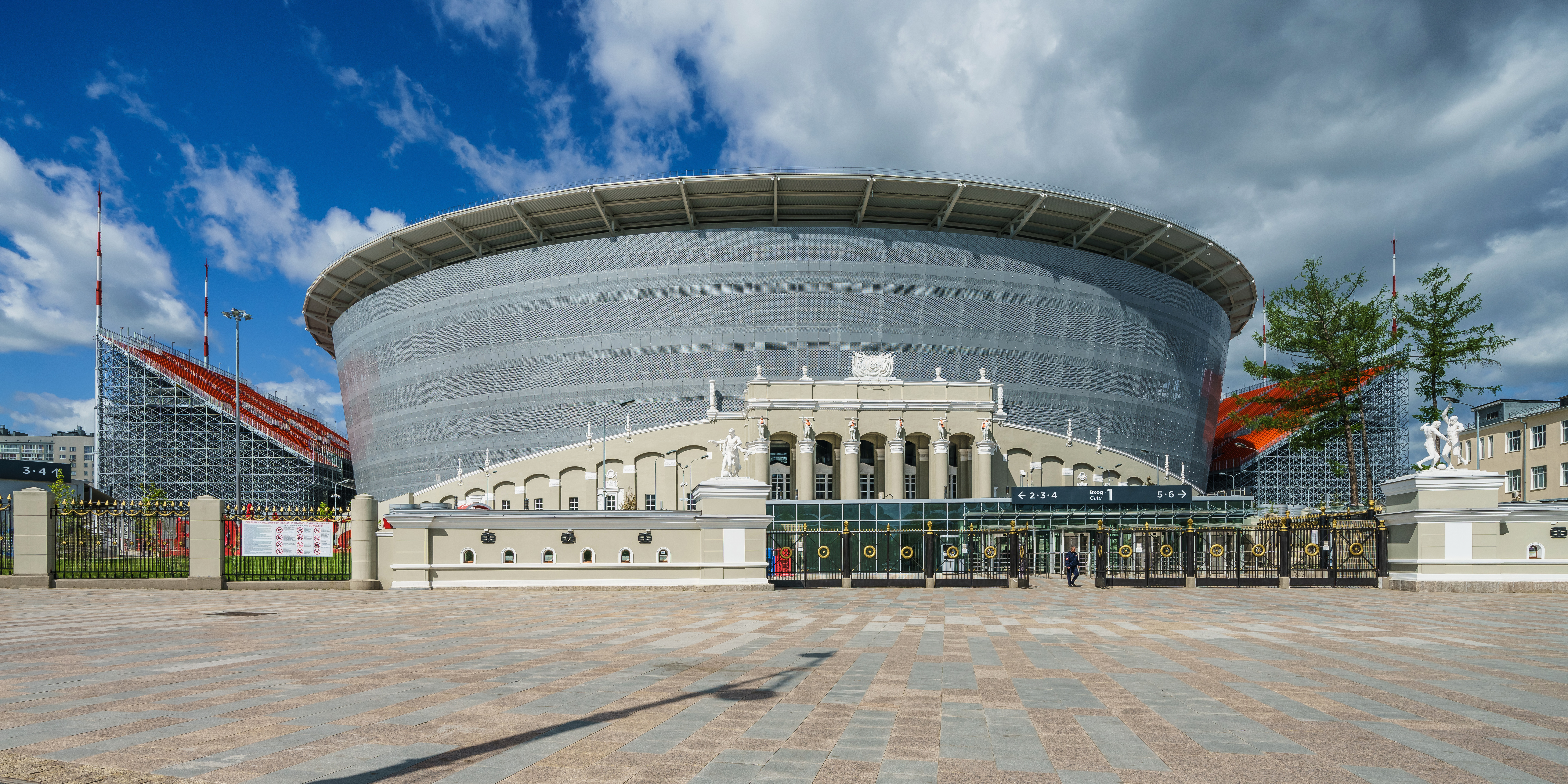
«Екатеринбург Арена»

Домашний стадион главной команды (до 2018 г. назывался «Центральный стадион») с натуральным газоном и трибунами на 35 000 зрителей, 1-й категории РФС. Был построен в 1957 г. и реконструирован в 2007—2011 гг. и 2015—2018 гг. Стадион принял четыре матча Чемпионата мира по футболу 2018 года. Для домашних матчей команды используется с 1960-х гг. Расположен в центре Екатеринбурга. Принадлежит Правительству Свердловской области.

### Стадион «Уралмаш»

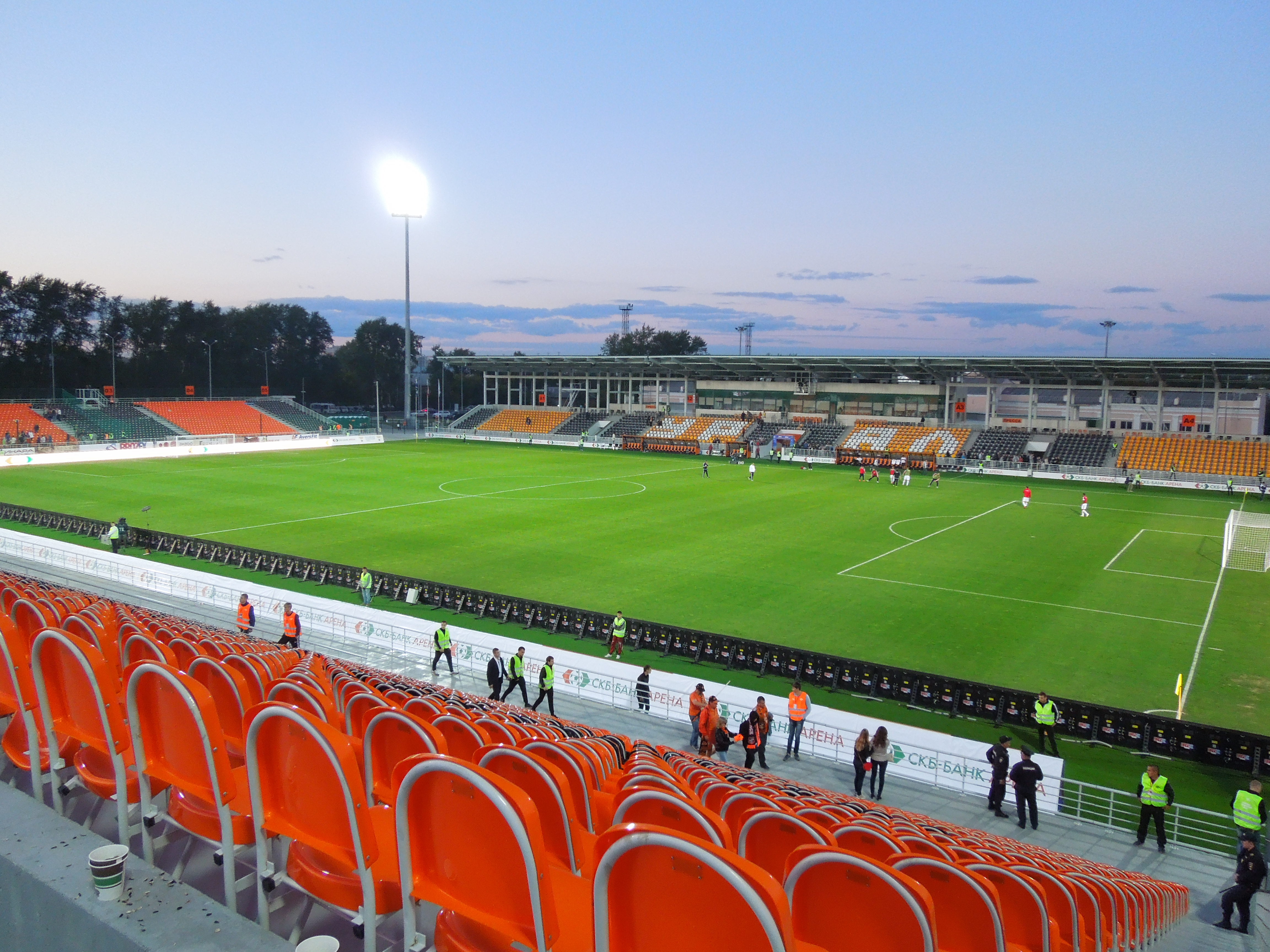
Стадион «Уралмаш»

Тренировочная база главной команды. Стадион с трибунами на 10 000 зрителей, 1-й категории РФС. Был построен в 1934 г. и реконструирован в 2003 г. и 2014—2015 гг. В 2015—2019 гг. носил коммерческое название «СКБ-Банк Арена». Помимо основного поля в чаще стадиона, для тренировок также используется «верхнее» поле за трибуной С. Оба поля — с натуральным газоном. Стадион был домашней ареной команды с 1930-е по 1960-е гг., а также во время реконструкций Центрального стадиона. Расположен в одноимённом жилом районе в северной части Екатеринбурга. Принадлежит Уральской футбольной академии.

### Манеж «Урал»

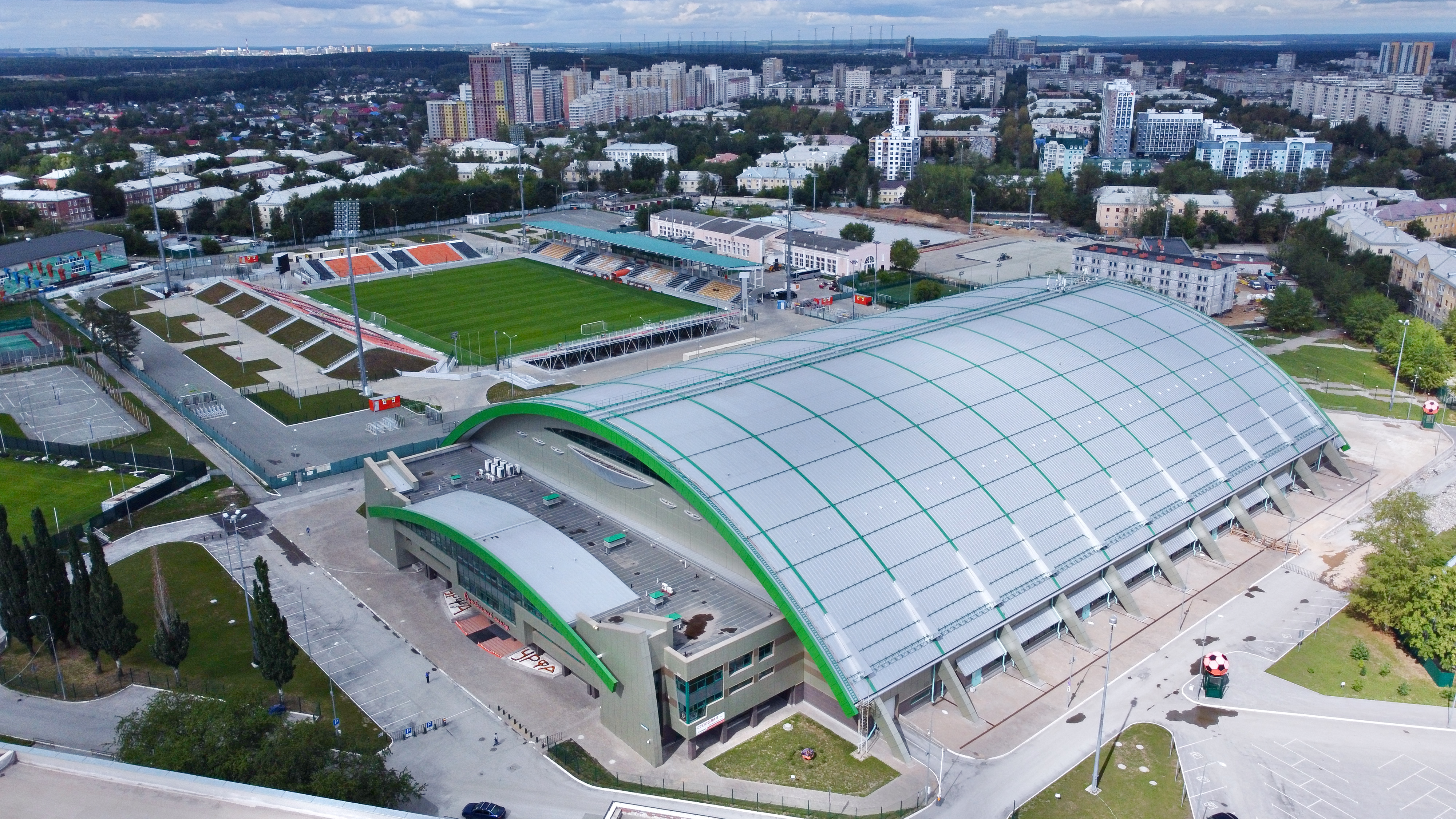
Манеж «Урал», за ним — стадион «Уралмаш»

Крытый футбольный манеж «Урал» с искусственным газоном и трибунами на 3 000 зрителей, категории РФС 2 «А», был построен в 2013 г. и используется как тренировочная база для «Урал-2» и «Урал-М», а также как домашняя арена этих команд в холодное время года. Кроме того, в Манеже проходят тренировки и соревнования юных футболистов из Уральской футбольной академии. Расположен рядом со стадионом «Уралмаш». Принадлежит Уральской футбольной академии.

### База «Бажовия»
Спортивная база, расположенная в сосновом бору на окраине города Сысерть, в 50 км к югу от Екатеринбурга. На базе имеется два футбольных поля. Первое, с искусственным газоном и трибунами на 500 зрителей, 4-й категории РФС, является основным местом проведения домашних матчей команд «Урал-2» и «Урал-М». Второе поле, с натуральным газоном, используется главной командой во время тренировочных сборов в тёплое время года. Принадлежит мини-футбольному клубу «Синара».

## Болельщики

### Приз болельщиков
Награда лучшему игроку главной команды, в виде вязанного маскота команды — шмеля, присуждаемая болельщиками несколько раз в год, по результатам голосования на официальном сайте клуба.

### Объединения болельщиков

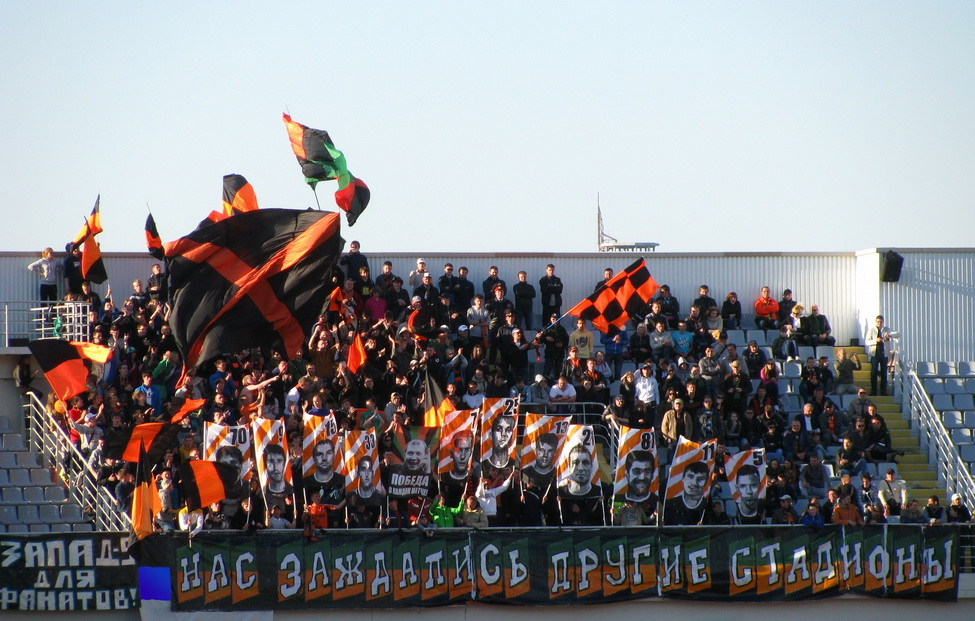
Один из фан-секторов ФК «Урал»

Старейшая фанатская группировка — «Стальные Монстры». Первый свой выезд «Стальные Монстры» «пробили» 10 ноября 1990 года

### Взаимоотношения с болельщиками других клубов
Исторически сложились дружеские отношения с болельщиками «Зенита» и принципиальное соперничество с фанатами пермского «Амкара».
С болельщиками остальных клубов отношения нейтральные.

## Собственник и спонсоры
26 февраля 2003 года Постановлением правительства 109 преобразован в ОАО футбольный клуб «Урал», владельцем 100 % акций которого является Правительство Свердловской области, и управляется МУГИСО. Особенностью клуба является то, что, принадлежа государству, он финансируется в основном на деньги частного бизнеса.
С мая 2005 года и по октября 2009 года клуб находился на государственной поддержке.
Генеральным спонсором клуба с 2003 года является «Трубная металлургическая компания (ТМК)» уральского миллиардера Дмитрия Пумпянского.
Спонсорами также являются другие компании Пумпянского, Виктора Вексельберга и других бизнесменов:
- Группа «Синара»
- Холдинг «Синара Девелопмент»
- «Банк Синара»
- «Газэнергобанк»
- Аэропорт «Кольцово»
- «РеноваСтройГрупп»
- Евраз
- Ситилинк
- Контур
- ООО «Сима-ленд»
- ТРЦ «Гринвич»
- Кейтеринбург

Однако, несмотря на усилия спонсоров, все восемь сезонов, которые «Урал» провёл в РПЛ, у клуба был один из самых скромных бюджетов в высшей лиге — от 900 миллионов до 1,2 миллиарда рублей. При этом, последние семь лет клуб становился лидером финансовой эффективности в РПЛ, по соотношению расходов на зарплаты к количеству набранных очков за сезон.